# Christian, o leão
Christian foi um leão encontrado em 1969 por dois australianos que moravam em Londres, John Rendall e Anthony 'Ace' Bourke (erroneamente citado num artigo do Daily Mail como Ace Berg) na loja de departamentos Harrods.  Eles o encontraram, a venda, no departamento de animais exóticos e, comovidos com suas condições e futuro, decidiram comprá-lo.

## Recolocação e encontro
Rendall E Bourke cuidaram do leão até que ele tivesse um ano de idade. O tamanho cada vez maior de Christian e o custo para mantê-lo fizeram com que eles percebessem que não poderiam mantê-lo em Londres por muito tempo. A solução veio quando Bill Travers e Virginia McKenna, estrelas do filme Born Free, visitaram a loja de móveis de Rendall e Bourke, onde Christian passava seus dias. Travers e McKenna sugeriram, então, que eles pedissem a ajuda de George Adamson, um conservacionista queniano que, justamente com sua esposa Joy, foi o assunto de seu filme. Adamson concordou em ajudá-los na adaptação de Christian para a vida selvagem na Reserva Nacional de Kora.
Adamson gradualmente apresentou Christian a um leão mais velho - 'Boy' - e, subsequentemente, para a filhote fêmea Katania, na tentativa de formar o núcleo de um novo bando. No entanto, alguns infortúnios assolaram este novo bando: Katania foi, provavelmente, devorada por crocodilos enquanto bebia água. Outra fêmea foi morta por leões selvagens. Os eventos atingiram 'Boy' de forma tal que ele perdeu sua habilidade de socializar-se com outros leões e humanos. Ele acabou sendo baleado no coração por Adamson, depois de ferir um homem fatalmente.
Desta forma, Christian acabou sendo o único sobrevivente do bando original.
Adamson continuou seu trabalho, e, após um ano o bando estabeleceu-se na região de Kora, tendo Christian como o líder do bando iniciado por 'Boy'.
Quando Rendall e Bourke foram informados por Adamson do exitoso resultado em 1971, eles viajaram para o Kenya para visitar Christian. A visita foi filmada e transformou-se no documentário Christian, The Lion at World's End. De acordo com este documentário, Adamson alertou Rendall e Bourke para a possibilidade de Christian não recordar-se deles, mas o filme mostra um leão, inicialmente cauteloso, correndo ao encontro dos dois homens, envolvendo os braços em torno dos seus ombros e lambendo seus rostos. O documentário também mostra as fêmeas Mona e Lisa, e um filhote chamado Supercub saudando os dois homens, devido à influência de Christian.
Rendall conta de um encontro final, ocorrida em 1972. Nesta época, Christian já estava a frente de seu próprio bando, tinha filhotes seus e era quase duas vezes maior do que no vídeo do encontro de 1971.  Adamson avisou-os de que a viagem poderia ser em vão, porque ele não via o bando de Chirstian há 9 meses. Entretanto, eles descobriram, ao chegar em Kora, que Christian e seu bando haviam retornado para o complexo de Adamson no dia anterior a sua chegada.
Rendall descreve a visita que ele. Bourke e George Adamson fizeram: "Nos o chamamos, ele levantou e começou a caminhar em nossa direção, lentamente. Então, como se tivesse se convencido de que eramos nós mesmos, ele começou a correr ao nosso encontro, pulando sobre nós e nos abraçando, como ele costumava fazer, colocando suas patas sobre nossos ombros."
O reencontro durou até o dia seguinte, pela manhã, quando todos foram dormir. De acordo com Rendall, esta foi a última vez que alguém viu Christian.

## Filme
Um filme chamado Christian, The Lion at World's End documentou a ida de Christian da Inglaterra para o Kenya e sua bem-sucedida adaptação à vida selvagem.

### Vídeo viral
Um popular vídeo do encontro (editado a partir do documentário) disseminou-se mundialmente, mais de 30 anos após o evento. Em agosto de 2008 o encontro, em suas várias versões, havia sido visto mais de 20 milhões de vezes.